# Frank L. Culbertson, Jr.
Pour les articles homonymes, voir Culbertson.
Frank Lee Culberston Jr est un astronaute américain né le 15 mai 1949.
Il est aujourd'hui le vice-président exécutif de la société Orbital Sciences.

## Vols réalisés
- 15 novembre 1990 : Atlantis (STS-38)
- 12 septembre 1993 : Discovery (STS-51)
- Il fait partie de l'Expédition 3 (vol STS-105 du 10 avril 2001) et passe 125 jours à bord de la station spatiale internationale, retournant sur terre avec la navette STS-108 amenant l'Expédition 4, le 7 décembre 2001.

## 11 septembre 2001
Le 11 septembre 2001, il photographie à partir de l'espace, les attentats contre les tours jumelles du World Trade Center de New York,. Il est alors le seul Américain à ne pas être sur Terre.